# Stàraia Tolba
Stàraia Tolba (en rus: Старая Толба) és un poble de l'óblast de Vladímir, a Rússia, segons el cens del 2010 tenia vuit habitants. Pertany al districte municipal de Koltxúguino.